# Mosca MB bis
Il Mosca MB bis, (in russo Моска МБ бис?), fu un aereo da caccia monomotore e monoplano, sviluppato dall'azienda russo imperiale "Cantiere Aeronautico Moscovita Francesco Mosca" negli anni dieci del XX secolo.

## Storia del progetto
Trasferitosi in Russia nel corso del 1914, l'ingegnere Francesco Mosca lavorò dapprima per la Dux e poi, il 30 giugno 1915 fondò il "Cantiere Aeronautico Moscovita Francesco Mosca", situato nella capitale al civico 21 della Petrogradsky Chaussee. Qui realizzò, in collaborazione con il progettista Bystritsky, due tipi di aereo, il ricognitore MB e il caccia MB bis.
Il progetto del caccia MB bis venne derivato da quello del ricognitore, e destò subito l'interesse della Direzione del Genio Militare russo, che in data 27 luglio 1916 ne ordinò una prima serie di 12 velivoli, con altrettante serie di parti di ricambio, al prezzo finale di 246.444 rubli dell'epoca. Nell'ottobre dello stesso anno seguì un ordine per la costruzione di ulteriori 125 esemplari di serie, con relative dotazioni di parti di ricambio, al costo di 2,5 milioni di rubli.

## Descrizione tecnica
Il caccia MB bis era un monomotore, monoplano, monoposto. La configurazione alare monoplana, prevedeva un'ala alta, con le semiali direttamente collegate alla fusoliera tramite cerniere e spinotti che si potevano rimuovere con facilità al fine di consentire rapidamente il loro ripiegamento lungo i fianchi della fusoliera. Tale tecnica permetteva di trasportare velocemente l'aereo, tramite traino da un'autovettura, da un aeroporto all'altro utilizzando le normali strade.
Il carrello d'atterraggio era un semplice biciclo anteriore fisso caratterizzato da ruote di grande diametro collegate tra loro da un assale rigido ed alla fusoliera da un castello tubolare, integrato posteriormente da un pattino d'appoggio collocato sotto la coda.
La propulsione era basata su un motore rotativo Le Rhône 9C a 7 cilindri raffreddati ad aria erogante la potenza di 80 hp (59,7 kW) o Clerget 7Z da 100 hp (74,6 kW), collocato all'interno di una cappottatura aerodinamica in alluminio al vertice anteriore della fusoliera ed abbinato ad un'elica bipala a passo fisso.
L'armamento si basava su una mitragliatrice Lewis calibro 7,7 mm posta fissa in caccia sulla parte anteriore della fusoliera in posizione obliqua a 45°, sparante al di fuori del disco dell'elica. Successivamente fu installata sugli aerei della terza serie un mitragliatrice Colt da 12,7 mm, posta in posizione fissa anteriore e sparante attraverso il disco dell'elica grazie all'uso di deflettori prismatici in acciaio posti sulle pale della stessa. I test con questo dispositivo, del peso di 5 kg, vennero condotti tra il 23 e il 28 luglio 1917, con esito positivo.

## Impiego operativo
Il prototipo volò per la prima volta all'inizio del giugno 1916, e fu provato a Khodynka con esito positivo dai piloti Yevgraf' Kruten e Kostantin Artseulov nell'estate dello stesso anno. Per la costruzione degli esemplari di serie fu ampliato lo stabilimento, portando le maestranze a 800 unità, e utilizzando anche una catena di montaggio che avrebbe consentito di costruire un velivolo al giorno. Tale cadenza produttiva non fu mai raggiunta, a causa della penuria di materie prime e al maggio 1917 ne risultavano costruiti 25 esemplari. I primi esemplari giunsero ai reparti operativi all'inizio del 1917.
Con lo scoppio della rivoluzione d'ottobre il progettista Mosca dovette lasciare lo stabilimento sotto minaccia delle armi, e la produzione venne interrotta. In seguito i bolscevichi autorizzarono la ripresa della produzione, ed al 1918 ne risultavano costruiti un totale di circa 50 esemplari alcuni dei quali utilizzati in combattimento dapprima contro i tedeschi e poi contro le forze bianche.
Il modello rimase in uso nella Voenno-vozdušnye sily fino agli inizi degli anni venti del XX secolo, utilizzato presso le scuole aeronautiche di Mosca e Yegoryevskaya.

## Utilizzatori
Impero russo
- Imperatorskij voenno-vozdušnyj flot

 RSFS Russa
- Raboče-Krest'janskij Krasnyj vozdušnyj flot

 Unione Sovietica
- Voenno-vozdušnye sily (periodo postbellico)

### Annotazioni
1. ↑  Per tale ragione l'aereo è talvolta indicato con il nome "Mosca-Bytritsky", da cui la sigla "MB"
2. ↑  Contemporaneamente fu passato anche un ordine per la realizzazione di 100 caccia Nieuport Ni.11.
3. ↑  Unico inconveniente segnalato era l'irrazionale numero di munizioni sprecate, pari a circa il 10% di quelle sparate.
4. ↑  Quasi tutti i velivoli vennero testati in volo dal pilota Georgy Bratolyubov.

### Fonti
1. 1 2  War is Over.
2. 1 2  Ciampaglia 1999, p. 95.
3. 1 2 3 4 5 6 7 8  Ciampaglia 1999, p. 96.
4. 1 2 3 4 5 6 7 8 9  Уголок неба.
5. 1 2 3 4 5 6 7 8 9 10  Ciampaglia 1999, p. 97.